# الدوري الأمريكي لكرة السلة للمحترفين 1972–73
الدوري الأمريكي لكرة السلة للمحترفين 1972–73 (بالإنجليزية: 1972–73 NBA season)‏ هو موسم من الرابطة الوطنية لكرة السلة. أقيم خلال الفترة 10 أكتوبر 1972 وحتى 10 مايو 1973، وأشرف على تنظيمه الرابطة الوطنية لكرة السلة، وفاز فيه نيويورك نيكس.